# Guilt – Keiner ist schuld
Guilt – Keiner ist schuld (Originaltitel: Guilt) ist eine schottische Fernsehserie, die aus drei Staffeln mit jeweils vier Teilen besteht. Der schwarzhumorige Thriller wurde von 2019 bis 2023 für die BBC Scotland produziert. Regisseur Robert McKillop wurde dafür 2020 mit einem BAFTA Award ausgezeichnet.

## Handlung
Die Brüder Jake und Max fahren aus Versehen den Rentner Walter vor seiner eigenen Haustür in Edinburgh tödlich an. Der Fahrer Jake wird schnell von seinem Bruder Max überzeugt, nicht zur Polizei zu gehen. Panisch setzen die beiden den Leichnam von Walter in seinen Fernsehsessel, als ob der krebskranke Mann dort seinen letzten Atemzug getan hätte. Doch ihr Plan gerät ins Wanken als Nachbarn und Verwandte beginnen, Fragen zu stellen. Schließlich bekommen es die Brüder mit dem Kriminellen Roy Lynch und seinen Leuten zu tun, wodurch ihnen die Kontrolle über ihr Leben zunehmend zu entgleiten droht.

### Staffel 1

#### Folge 1
Max McCall und sein Bruder Jake überfahren einen krebskranken Rentner namens Walter vor dessen Haus. Um die Spuren zu verwischen, tragen sie ihn in sein Wohnzimmer. Eine Todesanzeige in der Zeitung einige Tage später spricht wie erhofft von einem „friedlichen“ Tod. Doch die Erleichterung der Brüder weilt nur kurz, als Jake erfährt, dass er seine Brieftasche in Walters Wohnung vergessen hat. Auf der Totenwache lernt er Walters amerikanische Nichte Angie kennen. Die beiden finden Gefallen aneinander. Walters Leiche zeigt Verletzungen an den Beinen, was Angie keine Ruhe lässt. Max hilft als Anwalt aus und bittet den gescheiterten Privatdetektiv Kenny, Walters Kleidung zu untersuchen. Dass Kenny eindeutig betrunken ist, erklären die Brüder vor Angie als dessen Stil, „shabby chic“. Auch Max’ Frau Claire freundet sich mit Angie an. Kenny gibt das Trinken auf und lässt Walters Kleidung in einem Labor überprüfen. Eine Nachbarin sagt Max, dass sie „es gesehen“ habe…

#### Folge 2
Walters Nachbarin Sheila Gemmell schickt Max das Überwachungsvideo eines Nachbarn, auf dem zwei Männer einen Körper tragen, und verlangt 20 000 Pfund. Jake findet, dass Angie Walters Nichte auf einem Foto nicht ähnlich sieht. Eine von Max bestochene Labor-Mitarbeiterin lässt die Farbprobe von Walters Hose verschwinden, was Kenny vor Angie in Erklärungsnöte bringt. Er wird von Max gefeuert. Kenny bemerkt die Überwachungskamera von Walters Nachbarn und bringt sich ebenfalls in den Besitz des Videos. Nach dem Erhalt der 20 000 Pfund von Max versichert ihm Sheila, er müsse sich um den anderen Nachbarn und um Angie keine Sorgen mehr machen. Claire fühlt sich von Max vernachlässigt und gibt dem Werben einer lesbischen Freundin nach. Jake entdeckt, dass Angie offenbar gar nicht aus Chicago kommt. Beim Durchsehen von Walters Finanzunterlagen sieht Angie, dass Walter sein Vermögen Sheila Gemmell überwiesen hat. Angie überquert die Straße und wirft der Nachbarin vor, sie würde über das lügen, was sie getan habe. „Was wir getan haben“, korrigiert die Nachbarin.

#### Folge 3
Sheila überredete die Amerikanerin Angie, sich als Walters Nichte auszugeben, damit die Auszahlung des Erbes an sie beschleunigt werde und – wie Angie herausfindet – weil sie Walters Medikation dauerhaft überdosiert hat und keine Obduktion will, die die Nichte anordnen könnte. Angie gesteht Jake, dass sie bereits seit Monaten ohne Arbeitsvisum in England in einer Bar arbeitet. Kenny wirft Max vor, für Walters Tod verantwortlich zu sein und verlangt, vollwertiger Partner in Max’ Anwaltskanzlei zu werden. Jake möchte die Finanzen seines Plattenladens statt durch Max in Zukunft selbst regeln. Max, der den Plattenladen zur Geldwäsche für den mächtigen Roy Lynch nutzt, wird von diesem gezwungen, damit fortzufahren. Kenny wird von Roys Männern zusammengeschlagen. Er schweigt gegenüber der Polizei, erkennt aber den Polizisten Stevie als einen von Roys Männern. Max beichtet Jake die Situation, kann ihn jedoch von der drohenden Gefahr nicht überzeugen. Claire möchte ihre Affäre mit Tina beenden. Tina – offenbar von Lynch auf Claire angesetzt – teilt diesem mit, dass Claire nichts von Max’ Geschäften weiß.

#### Folge 4
Max hat Jakes Entführung inszeniert, um ihn vor Roy zu schützen. Kenny arrangiert über den Polizisten Stevie ein Treffen mit Roys Boss – Max will Roy ersetzen. Max macht Kenny weiterhin nicht zum Partner. Sheila erzählt Angie von Jakes und Max’ Schuld an Walters Tod. Als Jakes Plattenladen abbrennt und Angie ihm gesteht, nicht Walters Nichte zu sein, sind sie quitt. Tina erklärt Claire, dass Max mit Roy Geschäfte macht. Claire will mit Tina die Stadt verlassen. Als Tina den Safe des Geldverleihers leerräumt, wird sie von Roy erwischt und „versetzt“ Claire. Roy rächt sich für Max’ Illoyalität und nimmt ihm die Anwaltskanzlei weg. Claire setzt Max vor die Tür und verlangt das Haus, sonst erzähle sie von seinen Machenschaften. Nachdem die richtige Nichte Walters Obduktion anordnet, setzt Max Sheila unter Druck: Sie soll als Augenzeugin nur Jake belasten. Das Gespräch wird von Jake mitgehört. Als Max ihm weinend verspricht, wieder der beschützende Bruder zu werden, wird er von der Polizei verhaftet. Jake, Angie, Sheila und Kenny beobachten, wie der Mann, der sie alle nur benutzt hat, von der Polizei abgeführt wird.

### Staffel 2

#### Folge 1
Erin stellt ihren Partner Adrian im Keller ihres Hauses zur Rede, als der eine Tasche voll Geld verstecken will. Die beiden werden von einem Mann überrascht, der Adrian erschießt. Erin tötet den Mann in Notwehr. Max kommt nach zwei Jahren aus dem Gefängnis und bittet Kenny, Partner in dessen Kanzlei werden zu dürfen. Kenny lernt bei den Anonymen Alkoholikern die Polizistin Yvonne kennen. Roy möchte von Max eine Tasche voll Geld reingewaschen bekommen. Kenny und Max finden einen Tracker in der Tasche. Das Geld will Roy für seine Tochter Erin anlegen, was Max auf Erins Spur bringt. Ihrer gelähmten Mutter erzählt Erin, dass sie Roy kontaktiert hat und dass Adrian weg ist. Die Mutter warnt einen Mann, der alten Menschen Investmentgeschäfte einredet. Er ist frech zu ihr und wird später von Roy ermordet. Die Vermisstenakte von Adrian (die Stevie auf Roys Geheiß angelegt hat) landet auf Yvonnes Schreibtisch. Kenny sieht, wie ein Priester die von ihm weggeworfene Geldtasche abholt. Max trifft eine Frau namens Jackie, die ihm eine Gelegenheit zur Rache verspricht und übergibt ihr einen USB-Stick.

#### Folge 2
Um seine kleine Firma ins Geschäft zu bringen, entschied deren Chef, den Pastor einer Kirche, die für ein Neubaugebiet des Unternehmens Phoenix in Leith abgetragen werden muss, mit einer Tasche voll Geld zu bestechen. Ein gewisser Joe brachte die Tasche an sich. In einem Casino wurde sie ihm von Adrian gestohlen. Dies führte zum Tod der beiden Männer am Anfang der vorherigen Folge. Die Polizistin Jackie braucht Max, um gegen Roy zu ermitteln. Weder Kenny noch Max können Pastor Sandy überreden, die Geldtasche zurückzugeben. Roy, der hinter dem Unternehmen Phoenix steckt, kennt Sandy aus Kinderzeiten. Er kann ihn nicht überzeugen, das Land mit der Kirche zu verkaufen. Jackie verdächtigt Stevie, korrupt zu sein und setzt Yvonne auf ihn an. Teddy wendet sich in Kennys Kanzlei an seinen ehemaligen Zellengenossen Max und bitte ihn, den Tod seines Bruders Joe zu untersuchen. Erin weiß, dass Max gegen ihren Vater arbeitet und will ihm helfen. Nach einem gemeinsamen Abendessen, das Max heimlich für Jackie auf Ton aufzeichnet, lädt Erin Max zu sich ein.

#### Folge 3
Maggie gesteht Erin, dass sie das Phoenix-Projekt gemeinsam mit Roy entwickelt. Erin verlangt einen unabhängigen Anwalt, um ihren Teil vom Bauland in Besitz zu nehmen. Roy schlägt Max vor. Yvonne schläft mit Kenny. Kenny stößt auf Überwachungsaufnahmen des Casinos, die Joe, die Geldtasche und Adrian zeigen. Teddy folgt der Spur bis in Erins Haus. Erin erzählt Max: Am Weihnachtsabend vor 20 Jahren wusch Maggie Roys blutige Hände, kurz darauf wurde Maggie von der Straße gedrängt und sitzt seither im Rollstuhl. Yvonne untersucht für Jackie den Verbleib eines gewissen Albert, der zuletzt vor 20 Jahren an Heiligabend mit Maggie gesehen wurde. Sandy bereut, was Roy und er vor 20 Jahren verbrochen haben. Maggie sagt ihm, sie habe Albert auf dem Gewissen. Auch dass Sandy sie von der Straße abdrängte, habe ihr lediglich ermöglicht, die gelähmte Frau zu markieren und damit den Verdacht der Polizei von sich wegzulenken. Sie erhebt sich und kann laufen. Es gäbe also keinen Grund zur Sühne. Er solle ihnen gefälligst die Kirche verkaufen. Maggie zeigt Max, dass sie Jake in ihrer Gewalt hat.

#### Folge 4
Max bietet dem Leiter von Phoenix ohne Roys Wissen das Bauland an, der damit nicht mehr nur Aushängeschild der Lynchs ist. Maggie gesteht Erin: Sie hat den Lehrer Albert umgebracht, weil der Roy als Kind misshandelte. Roy nahm die Schuld auf sich. Erin wirft ihrer Mutter vor, ihr durch diese Lüge den Vater genommen zu haben. Sandy hat die Kirche verkauft. Er gesteht Roy, dass er mit Maggie ein Verhältnis hatte und Erin seine Tochter ist. Roy erfährt von Erin, dass Max sein Bauland verkauft hat. Außerdem will Teddy sich an Roy für den Tod seines Bruders rächen, was Roy akzeptiert, solange seiner Tochter Erin nichts geschieht. Jackie ist bereit, zuzusehen, wie die Lynchs Max ermorden, nur um endlich etwas gegen sie zu haben. Ein Handlanger der Lynchs beschmiert ein Messer mit Jakes Blut und erwartet Max damit in Kennys Kanzlei. Doch der bringt nur noch Erin mit ihrem wahren Vater Sandy zusammen, bevor er zu Jake nach Chicago flieht. Jackie kann Maggie doch noch verhaften: Sie weist ihr die Schuld am Tod jenes Mannes nach, der den Heimbewohnern in der ersten Folge Investments verkaufen wollte.

### Staffel 3

#### Folge 1
Skye schießt auf Danny und seinen Jungs, doch die Waffe funktioniert nicht. Als Strafe werfen sie den Freund von Skyes Mutter, Big Al, vom Haus runter in den Tod. In Chicago hat Max Jakes scheiternde Bar mit Krediten in Höhe von 300 000 Dollar belastet. Jake und Angie heben das Geld ab und konfrontieren Max. Angie hat genug, nimmt das Geld und lässt die beiden von der Polizei nach Schottland ausweisen. Teddy versucht seine Aggressionen mit Zen zu bewältigen und arbeitet in einer Cannabis-Anbauanlage. Sir Jim Sturrock dankt einer Menschenmenge, dass sie ihn zu dem gemacht haben, was er heute ist. Ein Grenzschutzpolizist liefert Max und Jake Maggies Männern aus. Kenny erfährt von seiner Nichte Skye, dass sie für den getöteten Al Marihuana verkauft hatte. Da Al den Gewinn nicht weitergab, ist sie jetzt mit 20 000 Pfund verschuldet. Zu Max’ Überraschung lebt Roy noch. Gerade als Max getötet werden soll, trifft die Polizei auf dem Grundstück ein, auf dem sich auch die Cannabis-Anbauanlage befindet. Maggie und Teddy flüchten, Roy wird von der Polizei erschossen. Max und Jake flüchten in einem Lieferwagen.

#### Folge 2
Aliza von der America Bank fliegt nach Schottland, um die NBC-Bank zu kaufen. Danny wird von Maggie für das Töten von Al befördert. Teddy soll seinen ehemaligen Zellengenossen Max und Jake töten. Max und Jake kommen bei ihrem Vater unter. Yvonne befragt Maggie über das Cannabis und sagt ihr, dass ihre Bankkonten gesperrt wurden. Maggie zeigt sich überrascht, dass ihr Mann Roy schon zum zweiten Mal gestorben ist und bietet an, die Polizei nicht wegen fahrlässiger Tötung zu verklagen. Der Vorsitzende der NBC Sir Jim Sturrock gewährt Aliza nur zögerlich Einsicht in die Geschäftspapiere. Kenny verschiebt Versuche Yvonne zu schwängern, weil er Maggie observiert. Alec klärt auf, dass er Jakes und Max’ Mutter als Psychiatriepatientin kennengelernt hat. Maggie fordert von Jim Sturrock mehrere Millionen aus dem Verkauf der Bank. Kenny und Skye bringen Max und Jake zurück nach Edinburgh, werden jedoch von Teddy gestoppt. Max erinnert Teddy, wie er ihm im Gefängnis geholfen hat. Maggie würde ihn betrügen, stattdessen sollten sie sich gemeinsam von Maggie nehmen, was ihnen zusteht.

#### Folge 3
In einem Rückblick planen Skye und Danny gemeinsam Skyes misslungenen Anschlag auf Danny. Sie küssen einander. Da Max und Jake noch leben, bringt Maggie Teddys Vater in ihre Gewalt und zwingt Teddy, die Morde zu begehen. Max verspricht Skye 20 000 Pfund für Fotos von Alizas Unterlagen. Da Maggie an Aliza interessiert ist, sollten sie es auch sein. Max, Jake und Skye kommen bei Sheila unter. Yvonne und Kenny gestehen einander, dass sie beide hinter Maggie her sind. Maggie bietet Danny das Drogen-Netzwerk an, wenn er zu ihr hält. Max sagt Jim, er wisse, dass die NBC pleite sei und dass Maggie Jim bei einem schnellen Verkauf helfe. Er verlangt für sein Wissen das Geld, das Jim Maggie versprochen hat. Jim akzeptiert. Als Kenny Max’ Aufenthalt nicht preisgibt, verlässt der Zen Teddys Körper und alte Aggressionen kommen hoch. Aliza fordert von Jim, den Verkauf der NBC abzubrechen, sonst verkünde sie den Bankrott der Bank. Sie merkt, dass sie auf die NBC-Unterlagen keinen Zugriff mehr hat. Skye bringt Aliza als Service-Kraft verkleidet vor Jim in Sicherheit. Sheila versucht Jake gegen Max aufzubringen.

#### Folge 4
Max und Aliza einigen sich, Jim erst nach dem Verkauf der Bank auffliegen zu lassen. Kenny liegt im Koma und Jake wirft Max vor, dass er alle in seinem Umfeld ruinieren würde. Da taucht Erin wieder auf und dankt Max für seine Hilfe. Teddy macht sich ehrlich und sagt Yvonne gegenüber gegen Maggie aus. Skye und Danny verlassen Leith. Max hatte Jake bereits Sheilas Intrigen vorhergesagt. Er fertigt sie mit Benzingeld ab und lässt Stevie bei ihr, damit sie keine Dummheiten macht. Maggies Männer dringen in Sheilas Haus ein und erschießen Stevie. Yvonne verhaftet Maggie, vorerst wegen Verschwörung zum Mord an Max und Jake. Nach dem Verkauf der Bank eröffnet Aliza Jim, dass sie die Unterlagen der NBC durchgestochen hat und die Aktienkurse fallen. Jake sagt Max, dass er das Geld von Jim unter Skye, Kenny und sich aufgeteilt hat. Vielleicht kann er Max damit helfen, sich zu ändern. Er übergibt Max einen Brief von Erin. Dann erfüllt sich Jake seinen Traum und fliegt nach Berlin. Sheila fährt zu Alec und nennt sich eine Freundin seiner Söhne. Erin empfängt Max in ihrem Heim. Im Nachbarraum weint ein Baby.

## Produktion
Guilt war der erste Drama-Auftrag für den neuen Fernsehsender BBC Scotland. Die in Inverness ansässigen Unternehmen Happy Tramp North und Expectation kamen als Koproduzenten an Bord. Gefördert wurde Guilt von Screen Scotland mit dem Höchstbetrag von 500 000 Pfund aus dem Broadcast Content Fund zur Förderung von schottischen Produktionen.
Über seine Vorbilder zur Serie sagte Drehbuchautor Neil Forsyth: „Ich bin ein großer Fan der amerikanischen ‚Dramedy‘-Tradition. Ich habe das Gefühl, dass die Figuren in Serien wie Better Call Saul, Fargo und Breaking Bad viel lebendiger und realer sind, weil es ihnen erlaubt ist, gelegentlich witzig zu sein, wenn sie auf Stress reagieren.“ Dennoch ging es ihm um eine klare Verortung in Schottland mit Edinburgh als Schauplatz: „Ich bin immer wieder überrascht, wie wenig Fernsehen dort gedreht wird.“ Die Darsteller der Brüder Max und Jake, Mark Bonnar und Jamie Sives, stammen aus Edinburgh. Sie kannten sich im wahren Leben bereits seit Kindertagen aus der Leith Academy.
Die Serie startete am 24. Oktober 2019 schottlandweit auf BBC Scotland und eine Woche später auf BBC Two. Eine während der COVID-19-Pandemie produzierte zweite Staffel startete 2021. Die finale dritte Staffel wurde im April 2023 ausgestrahlt. Regie führte bei den Staffeln 2 und 3 Patrick Harkins.
Guilt wurde unter anderem nach Amerika (PBS), Frankreich und Deutschland (Arte), Australien (BBC First), Schweden (Sveriges Television) und Südafrika (Showmax) verkauft.

## Drehorte
Regisseur Patrick Harkins ermutigte seine Location Scouts „visuell ansprechende, spannende Orte“ zu finden, „um das anamorphe Breitbildformat zu füllen“, in dem gedreht werden sollte. Statt in Edinburgh fand ein Großteil der Dreharbeiten für Guilt  in Glasgow und Umgebung statt, da Dreharbeiten in der Hauptstadt bis zu 30 % Mehrkosten verursacht hätten und laut Produzentin Jules Hussey durch die „höllischen“ Touristenströme im Zentrum der Stadt nahezu unmöglich sind.
Hauptdrehort der Serie war das Gewerbegebiet Parkhouse Business Park nördlich von Glasgow und Drehorte in einem Radius von 45 Minuten Fahrzeit davon. Da es sich bei den Lagerhäusern nicht um dezidierte Filmstudios handelt, musste mit einer Reihe von Störfaktoren umgegangen werden, wie mit der Renovierung von Fahrgeschäften oder einer lauten Kindertanzschule. Der entscheidende Schauplatz, der Stadtteil Leith von Edinburgh, in dem sich die Fahrerflucht ereignet, wurde in East Kilbride, einer Stadt in der Grafschaft Lanarkshire südlich von Glasgow gefunden. Die Schiffswerften von Clydebank dienten als Kulisse für die Hafenszenen. In Edinburgh selbst wurde an markanten Orten, wie dem Gartenplatz Charlotte Square oder auf dem Calton Hill gedreht. Auch im Dorf Aberfoyle fanden Dreharbeiten für die erste Staffel statt. Der Ausflug von Alec mit Max und Jake zum Angeln in der dritten Staffel ging an einen Ort namens Firkin Point an der Westseite von Schottlands größtem See Loch Lomond. Die Szenen auf dem Bauernhof mit der Cannabis-Anbauanlage wurden in einem Moorgebiet oberhalb von Cumbernauld New Town nordöstlich von Glasgow gefilmt. Ein weiterer Drehort war die Glasgow Caledonian University.

## Rezeption
Jack Seale vom The Guardian fand großes Lob für die erste Staffel über „Max’ und Jakes Fargo-artigen Abstieg in eine absurde Gefahr“ und bedauerte, dass mit der weitgehenden Abwesenheit von Jake in der zweiten Staffel der bestimmende Reiz des Geschwisterdramas verloren ging und dem Netz aus Intrigen und Verrat zu folgen zunehmend schwerer wurde. „Jede Szene wurde zu einem intensiven, ausgedehnten Zweikampf, einem psychologischen Krieg, der mit bitteren Epigrammen und grausam enthüllten Geheimnissen gespickt war. Eine epische verbale Ohrfeige nach der anderen (und noch eine) zu sehen, war ein bisschen viel.“ Mit Staffel 3 konzentriere sich die Serie „in der es schon immer um die Unmöglichkeit ging, der eigenen Vergangenheit zu entkommen, mehr denn je auf Väter und Söhne, Mütter und Töchter, auf die Kindheit, die bis ins Erwachsenenalter nachhallt, und auf Menschen, die nur die schrecklichen Karten spielen können, die ihnen bei der Geburt ausgeteilt wurden. [...] Manchmal verzettelt sich Guilt jedoch in seinem eigenen komplexen Anspruch. Wenn sich das Ende nähert und alle Figuren gleichzeitig vor einer lebensentscheidenden Wahl oder Krise stehen, wird es praktisch unmöglich, den Überblick zu behalten, wer wen hintergeht, und einige von Forsyths gewichtigen Dialogen sind immer noch eine Last.“
Probleme den Handlungssträngen zu folgen hatte auch Christopher Stevens von der Daily Mail: „Wenn Sie ohne Notizen und Tabellenkalkulation nicht den Überblick behalten können, ist das kein Grund, sich schuldig zu fühlen. [...] Man braucht ein scharfes Auge, um alle Verbindungen zu erkennen, ganz zu schweigen von einem Gehirn, das in der Lage ist, gleichzeitig Sudoku und 3D-Schach zu spielen.“ Stuart Jeffries von The Guardian verglich Guilt sogar mit Raymond Chandlers Film Noir The Big Sleep, der für seine „schillernden Dialoge“ und die „komplexe Handlung“ bekannt sei.
Alison Rowat von The Herald bemerkte zur Ausstattung: „Guilt ist seit der ersten Staffel mit ihren kunstvoll verkleideten Schauplätzen und Retro-Interieurs weniger stilvoll geworden, aber das ist gut so, denn es passt zur Geschichte.“ Musikalisch vergleicht Jeffries Guilt mit Trainspotting (1996): „Paris klingt nach Akkordeon, New York nach Klarinette, Edinburgh nach Indie-Rockern, die sich mit illegalen Substanzen zudröhnen. [...] Das Herz der Show liegt nicht darin, wer wem was angetan hat und warum, sondern in solchen musikalischen Montagen, in ihrer düsteren visuellen Palette und ihrem verbalen Witz. Forsyth will damit zweifellos etwas Tiefgründiges darüber sagen, dass der Charakter Schicksal ist und Familien Mist sind.“

## Auszeichnungen
Die erste Staffel von Guilt wurde für zahlreiche Preise nominiert und gewann 2020 als bestes Drama bei den Scottish BAFTA Awards, den Royal Television Society of Scotland Award, des Weiteren den Jury-Preis des Celtic Media Festival und den Broadcast Digital Award. Produzentin Jules Hussey wurde für ihre Bemühungen um bessere Arbeitsbedingungen im Sinne einer ausgewogenen Work-Life-Balance (Kommentar eines Crew-Mitglieds: „Üblicherweise geht es immer nur um Work-Work-Balance.“) mit dem Raising Films Ribbon ausgezeichnet.